# Tipula (Microtipula) bitribula
Tipula (Microtipula) bitribula is een tweevleugelige uit de familie langpootmuggen (Tipulidae). De soort komt voor in het Neotropisch gebied.